# Lowell Davidson
Lowell Davidson (* 1941 in Boston; † 1990) war ein US-amerikanischer Jazz-Pianist und Komponist sowie Bassist, Organist und Perkussionist des Free Jazz.

## Leben und Wirken
Lowell Davidson hatte schon als Kind Klavierunterricht, studierte Biochemie an der Harvard University und hatte während des Studiums ein Trio. Er zog dann nach New York City und arbeitete dort mit verschiedenen Trio- und Quartett-Formationen, u. a mit Michael Mantler, Kent Carter, Paul Motian, Billy Elgart und David Izenzon. Davidson trat 1964 im  Cellar Café in einer Reihe von Konzerten auf, die von Bill Dixon organisiert worden waren; unter den Gästen war auch Bernard Stollman, Chef des Avantgarde-Labels ESP-Disk.
Davidson arbeitete auch mit Ornette Coleman, der schließlich eine Aufnahmesitzung unter Davidsons Leitung für ESP-Disk organisierte. Am 27. Juli 1965 entstand das Album Lowell Davidson Trio (ESP 1012) mit dem Bassisten Gary Peacock und dem Schlagzeuger Milford Graves. Davidson arbeitete danach in weiteren Trio-Besetzungen mit Mario Pavone und Laurence Cook sowie in einem Trio mit Ornette Coleman als Violinist und Trompeter, und George Russell; außerdem spielte er als Vertretung anstelle des Schlagzeugers Milford Graves im New York Art Quartet mit Roswell Rudd, John Tchicai und dem Bassisten Lewis Worrell; es entstanden jedoch keine weiteren Aufnahmen.
Davidson kehrte nach Boston zurück und arbeitete nur noch sporadisch als Musiker, spielte außerdem Orgel und einen Kontrabass aus Aluminium. Er vertrieb seine Musik privat in Form von Ton-Cassetten und arbeitete gelegentlich mit jüngeren Musikern wie dem Gitarristen Joe Morris, dem Bassisten Jon Voigt und dem Schlagzeuger Laurence Cook. Er starb im Alter von 49 Jahren an Tuberkulose.

## Würdigung
Der Kritiker Raul d'Gama Rosa bezeichnet Lowell Davidson „als einen der vollkommensten Künstler. Als Pianist verfüge Lowell Davidson über eine großartige Virtuosität und spiele mit einer solchen harmonischen Raffiniertheit, das er mit Größen wie Thelonious Monk, Herbie Nichols und Don Pullen zu vergleichen ist“. Der Kritiker hebt insbesondere die Bedeutung von Davidsons Kompositionen hervor, wie L, Stately 1, Dunce, Ad Hoc und Strong Tears.

Michael G. Nastos im Allmusic sieht in Lowell Davdisons „frei fließenden, sensiblen Spiel“ auf dem ESP-Album Parallelen zum Stil von Cecil Taylor, Mal Waldron oder Paul Bley.
Die Autoren Richard Cook und Brian Morton nennen das ESP-Disk-Album Davidsons zwar einziges, aber auch faszinierendes Werk auf Schallplatte; er spiele „mit einer spinnenhaften Delikatesse; seine rechte Hand arbeitet unentwegt in konstanter Variation über dieselben Oktaven, während die linke im Bassbereich die undeutlichsten Kontrapunkte entwirft. Davidsons Spiel sei zwar nicht mit Taylors Grandiosität vergleichbar, er greife vielmehr zurück auf Herbie Nichols’ eigentümlichen Eklektizismus“.
Joe Morris interpretierte Lowell Davidsons Kompositionen auf seinem Album Antennae (1997); sie stammen ursprünglich aus The Green Book, das Davidson als Leitfaden zur Improvisation vorgesehen hatte. „Lowell Davidson Trio“ von 1965 wurde in die Wire-Liste The Wire’s „100 Records That Set the World on Fire (While No One Was Listening)“ aufgenommen.